# Church of the Cosmic Skull
Church of the Cosmic Skull ist eine britische Rockband aus Nottingham.

## Geschichte
Die Gruppe wurde 2016 vom Gitarristen, Sänger und Songschreiber Bill Fisher gegründet. Die Mitglieder der Gruppe hatten zuvor in verschiedenen Bands in und um Nottingham gespielt. Eine Reihe von frühen Songs waren schon Jahre zuvor geschrieben worden, während die Bandmitglieder noch in anderen Bands mitwirkten. Fisher interessierte sich für Progressive Pop ebenso wie für Progressive Rock und wollte, dass es in der Band in erster Linie um gutes Songschreiben und nicht um technisches Fachwissen ging. Zu seinen Einflüssen gehören Queen, The Beatles, Thin Lizzy, Kate Bush, David Bowie und Peter Gabriel. Die Instrumentierung setzt die Hammondorgel, das Klavier und die Streicher sowie mehrere Gesangsharmonien prominent ein.
Die Band veröffentlichte die Singleauskopplung Evil in Your Eye ihres ersten Albums Is Satan Real? am 21. August 2017, um die Sonnenfinsternis am selben Tag und die „halluzinatorische Natur der Realität“  zu feiern. Sie haben auch Pink Floyds The Trial auf dem Tribute-Album The Wall Redux von Magnetic Eye Records gecovert.
Die Band veröffentlichte ihr erstes Album bei Bilocation Records, das zweite bei Kozmik Artifactz, und das dritte auf ihrem eigenen Label Septaphonic Records. Während die großen Plattenlabels Interesse gezeigt haben, zieht es die Band vor, Material zu veröffentlichen und sich selbst unabhängig zu promoten.
Sie sind für ihre weiße Bühnenkleidung und ihr regenbogenfarbiges Albumartwork bekannt. Fisher hat die Gruppe als „zweifache Einheit beschrieben: eine neue religiöse Bewegung ... und eine 7-köpfige Supergruppe“ und glaubt, dass die Musik die Menschen dazu bringen kann, einander zu schätzen und politische Propaganda zu vermeiden. Ihr 2019er Album Everybody’s Going to Die erhielt positive Kritiken, wobei Mojo sagte: „Fans von Queen und Queens of the Stone Age werden weise nicken“, und Jonathan Ross fügte hinzu, dass er „den Auftritt dieser neuen Band … genießt“.

## Diskografie
Alben
- 2016: Is Satan Real?[1]
- 2018: Science Fiction[11][12]
- 2019: Everybody’s Going to Die[13][14]
- 2022: There Is No Time[15]